# رونالدو جيوفانيلي
رونالدو جيوفانيلي (بالبرتغالية: Ronaldo Soares Giovanelli‏) هو لاعب كرة قدم وصحافي برازيلي في مركز حراسة المرمى، ولد في 20 نوفمبر 1967 في ساو باولو في البرازيل. شارك مع منتخب البرازيل لكرة القدم. أما مع النوادي، فقد لعب مع بورتوغيزا سانتيستا وجمعية بورتوغيزا الرياضية ونادي أيه بي سي ونادي بونتي بريتا ونادي غاما ونادي فلومينينسي ونادي كروزيرو ونادي كورينثيانز.

## وصلات خارجية
- رونالدو جيوفانيلي على موقع قاعدة بيانات كرة القدم.إي يو (الإنجليزية)
- رونالدو جيوفانيلي على موقع ناشيونال فوتبول تيمز (الإنجليزية)